# 贖罪 (電影)
是2007年的戲劇愛情英國電影，改編自伊恩·麥克伊旺同名小說。由英國導演喬·萊特執導，詹姆斯·麥艾維與綺拉·奈特莉主演。Working Title影業製作，環球影業全球發行，美國地區則由焦點影業發行。電影於2007年9月7日英國上映，同年12月7日美國上映，台灣則於2008年1月11日上映。  本片在香港由安樂影片有限公司負責戲院發行, 於2007年12月27日上映.
《赎罪》為2007年威尼斯電影節的開幕影片，這也使導演喬·萊特以35歲的年紀成為國際性電影節開幕影片的導演。《贖罪》廣獲好評，已經獲得金球獎最佳戲劇類電影、最佳配樂獎，英國奧斯卡最佳影片與最佳美术設計獎，七項奧斯卡金像獎提名，獲得奧斯卡最佳配樂獎。

## 劇情
1930年代的英國，塔利斯家庭是一個標準的上流社會家族，白昂妮·塔利斯是家族中年紀最小的女孩，想像力十足卻又不明白成人的事情。姐姐西希莉雅是家族中的長女，個性冷酷卻又無法認清自我，從小便與家僕羅比·泰納一同長大，進入學院。西希莉雅與羅比皆喜歡著對方，卻又因為階級隔閡而無法坦白。
一日，西希莉雅與白昂妮的哥哥里昂到來，白昂妮寫下了生平第一齣話劇迎接哥哥，全家上下皆忙著準備，羅比與西希莉雅意外起了衝突，羅比透過白昂妮捎信道歉時，卻意外拿成了自己打的玩笑信，白昂妮看到後對於羅比起了疑心。晚餐前，白昂妮又撞見了姊姊與羅比做愛的情景，種種的想像串聯在白昂妮的腦海中，而晚餐後，眾人因為家族親戚的失蹤，開始出外尋找，不料白昂妮的表姊蘿拉，意外遭到強暴，白昂妮並未看見男子的臉，但羅比先前的作為卻讓白昂妮直指羅比為兇手，玩笑信也成了其中的證據。警方到來，仍不見羅比的蹤影，正當眾人等待時，羅比帶著失蹤的小孩回來，隨後即被警方帶走，種種情景卻都進入了年幼白昂妮的眼底。
四年後，羅比選擇加入英軍取代監獄的生活，西希莉雅也早已與家族斷絕，而白昂妮也已經長大並且逐漸懂事。當時，羅比在法國從軍，與隊友脫離了隊伍，開始找尋著原本的隊伍。半年前，羅比與西希莉雅見了面，並且再度與西希莉雅來往。而西希莉雅的妹妹白昂妮，則放棄了進入劍橋大學的機會，前往倫敦救傷(後送)醫院接受護士訓練。幾個月後，白昂妮與羅比巧遇，白昂妮始終無法從自身的罪孽掙脫出來，也因此便向羅比和西希莉雅道歉，但是卻始終無法得到諒解。而當年被強暴的蘿拉，嫁給了當年強暴她的犯人，白昂妮想起了一切，卻無法對羅比或西希莉雅補償什麼，自身的罪惡感始終無法消失。
幾十年後，已經老去、瀕臨死亡的白昂妮，出版了第二十一本書命名為《贖罪》。此書正是對於自己一生所造成的錯誤而救贖。對於白昂妮而言，她永遠無法得到姊姊與羅比的諒解，因為羅比在敦克爾克大撤退的前一天1940年6月1日死於敗血症，姊姊也在同年10月15日因為戰爭空襲倫敦地下鐵避難時不幸被洪水淹死而罹難。他們那麼多年來所嚮往的幸福，最終仍無法實現。白昂妮最後所能做到的，便是讓書中的羅比與西希莉雅團聚，得到他們應有的幸福。

## 角色
- 詹姆斯·麥艾維飾演羅比·泰納 (Robbie Turner)：
塔利斯家族管家的兒子，舉止謙沖。最初選角時有多名演員試鏡包括。監製最後選了麥艾維[3]。萊特稱讚麥艾維：「他擁有讓觀眾跟隨他的個人旅程的特質[3]。」麥艾維認為羅比是他覺得最難詮釋的角色，因為羅比相當的直率[3]。

- 綺拉·奈特莉飾演西希莉雅·塔利斯 (Cecilia Tallis)：
塔利斯姐妹的姐姐，外表冷酷但個性矛盾[3]。奈特莉最初被相中飾演18歲的白昂妮，不過奈特莉並不同意。萊特與奈特莉在2005年就曾在《傲慢與偏見》合作過[4]，而奈特莉也是第一個確定演出《贖罪》的演員。最後萊特讓奈特莉詮釋西希莉雅的角色，原因為「西希莉雅沒有伊麗莎白·班內特的氣質[4]。」為了準備這個角色，奈特莉特別觀看了許多30年代與40年代的電影，例如《蝴蝶夢》、《相見恨晚》和《盡忠職守》[3]。

- 瑟夏·羅南飾演13歲的白昂妮·塔利斯 (Briony Tallis)：
自負卻又想像力十足的小女孩，塔利斯姐妹的妹妹，卻抵抗著成年人的生活。莎柔絲·羅南最初並沒有被考慮飾演，直到選角負責人吉那·傑 (Jina Jay)在大不列顛處處碰壁後偶然發掘時，才確定飾演白昂妮的角色[3]。伊恩·麥克伊旺認為羅南的表現相當傑出，僅靠著眼神就傳達訊息，能夠讓觀眾在她說話前就知道接下來發生的事情[3]。

- 蕾夢娜·葛瑞飾演18歲的白昂妮·塔利斯 (Briony Tallis)：
葛瑞是白昂妮三個時期最晚被選定的演員[3]，主要是因為原預訂者艾比·康尼許因為的時間而衝突婉拒，葛瑞因此接下了這個角色。為了要讓心境與外表達到白昂妮年輕時的設定，葛瑞觀察羅南的演出，試著將自己融入角色當中[3]。

- 凡妮莎·蕾格烈芙飾演77歲的白昂妮·塔利斯 (Briony Tallis)：
大家一致公認最適合的人選[3]，是白昂妮三時期最早選定的演員，與萊特見面一次會談後便確定[3]。據了解，三位分別飾演白昂妮不同時期的女演員，還一同試音讓三人的音色接近在相近的範圍內[3]。

- 布蘭達·布蕾辛飾演葛瑞絲·泰納 (Grace Turner)：
羅比的母親，塔利斯家族的管家。

- 哈略特·華特飾演艾蜜莉·塔利斯 (Emily Tallis)：
塔利斯家族的女大家長，個性勢利眼又自私。艾蜜莉·沃森[5]與克莉斯汀·史考特·湯瑪士[5]都曾被考慮演出此角色。

- 茱諾·坦普飾演蘿拉·昆斯 (Lola Quincey)：
白昂妮的表姐，因為意外被強暴而造成事件的開端。

- 派屈克·甘迺迪飾演里昂·塔利斯 (Leon Tallis)：
塔利斯家族中最年長的男性，西希莉雅以及白昂妮的哥哥，在倫敦擔任銀行員。

- 班奈狄克·康柏拜區飾演保羅·馬歇爾 (Paul Marshall)：
一個想將巧克力包裝賣給英國陸軍的創意商人，卻也是強暴蘿拉的犯人。

- 丹尼·麥斯飾演湯米·奈托 (Tommy Nettle)：
羅比的軍中同袍。

## 製作
《贖罪》主要由英國的Working Title影業製作，2006年夏天於英國及法國取景。

### 取景

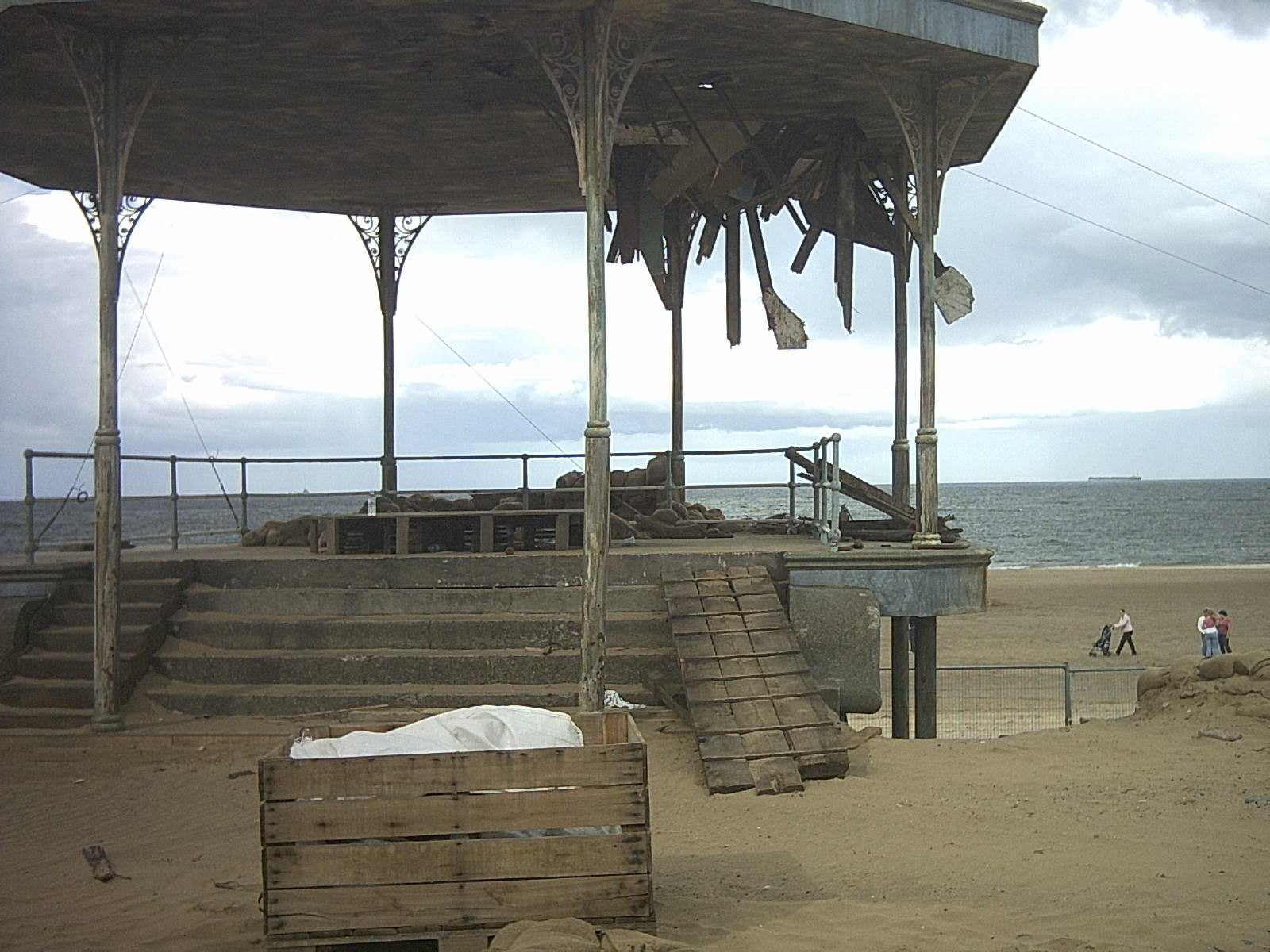
片中敦克爾克大撤退的場景之一，主要在雷卡海灘取景。

《贖罪》取景地點包括雷卡、史崔漢、南倫敦 (劇中設定為貝爾罕，西希莉雅脫離家族後所定居的地方)、斯托克瑟以及格林斯必。
所有塔利斯家族內外部的場景都是在洛普夏郡的斯托克瑟的一座1889年的維多利亞式私人莊園拍攝。倫敦的場景則取景於白廳和拜什那爾格林的市政廳，其中市政廳則是劇中羅比和西希莉雅於茶店見面的場景；蘿拉和保羅完婚的地點則是在西敏的聖約翰教堂史密斯廣場拍攝；西希莉雅避難的貝爾罕地鐵站則是在皮卡德里線的廢站奧德維奇地鐵站拍攝：聖湯瑪斯醫院的內部場景則是在泰晤士河河畔的漢利公園廣場拍攝，至於醫院外部場景則是在倫敦大學學院取景。
《贖罪》的最後訪談部分則是在BBC電視公司拍攝：片尾的海灘與懸崖場景則是在蘇賽士的七姐妹懸崖取景，更精準的應該說是在寇克米爾港灣拍攝，而且此地距離西希莉雅就讀的羅迪恩學校很近；法國鄉村的片段則是在劍橋夏郡的科提斯、林肯夏郡的基尼德羅夫端拍攝，另外也包括諾福克的丹佛和瓦爾波爾聖安德魯，3月時則是在劍橋夏郡的派摩爾取景；雷卡則是片中敦克爾克大撤退的拍攝地點，包括一座當地戲院。

## 電影原聲帶
《贖罪》電影原聲帶由達利歐·馬里安利配樂，法國鋼琴家尚-伊夫·提鮑特演奏。這是這兩人第二度與導演喬·萊特合作的電影原聲帶，前一部為《傲慢與偏見》。

### 音軌
1. 〈Briony〉－1:46
2. 〈Robbie's Note〉－3:07
3. 〈Two Figures By a Fountain〉－1:17
4. 〈Cee, You and Tea〉－2:27
5. 〈With My Own Eyes〉－4:41
6. 〈Farewell〉－3:32
7. 〈Love Letters〉－3:12
8. 〈The Half Killed〉－2:11
9. 〈Rescue Me〉－3:21
10. 〈Elegy for Dunkirk〉－4:16
11. 〈Come Back〉－4:28
12. 〈Denouement〉－2:29
13. 〈The Cottage on the Beach〉－3:25
14. 〈Atonement〉－5:24
15. 〈貝加馬斯克組曲－月光〉 (克勞德·德彪西)－4:52

## 發行
《贖罪》為2007年威尼斯影展的開幕影片，同時讓導演喬·萊特以35歲的年紀成為影展史上最年輕開幕影片導演。《贖罪》也是2007年溫哥華影展的開幕影片。《贖罪》在2007年9月7日於英國以及愛爾蘭上映，北美地區則為12月7日上映，除了北美地區由焦點影業發行外，全球大部分地區都由環球影業發行。

## 反應

### 評價
《贖罪》一片佳評如潮，至2007年12月27日為止，該片在爛蕃茄影評網站根據151個正面評價獲得85%的新鮮度，總結影評為：「精采的演出，精闢的攝影手法，情愛的表現成為一部改編自伊恩·麥克伊旺小說的成功電影。」另一權威網站Metacritic同樣給予85分的高分。。本片在滾石雜誌彼得·崔佛的07年最佳影片名單中，該片獲得第二，同時也獲得帝國雜誌07年最佳25名影片的第三名。
至2007年12月13日為止，《贖罪》一片也獲得金球獎七項大獎的提名，是所有入圍影片當中最多者，問鼎2008年的奧斯卡金像獎呼聲極高。
- 「2007年最精采的電影之一，夠資格獲得最佳影片的提名。」－羅傑·艾伯特 (Roger Ebert，《芝加哥太陽報》)[12]
- 「耀眼、性感又易懂的英式電影，《贖罪》是相當出色的影片之一。」－時代雜誌
- 「編導皆將原著的史詩精神傳達至現代當中。」－紐約郵報
- 「令人驚嘆的劇情，讓人靜靜等待著出人意料的發展。」－紐約日報

2022年，《IndieWire》列出40部最佳悲傷電影名冊裡，本片榜上有名。

### 票房
《贖罪》於2007年9月7日在英國和愛爾蘭上映，票房賺進11,557,134歐元，之後於12月7日上映後，開幕首週於32間戲院中賺進784,145美元。之後於2008年1月11日全美聯映後，首週在950間戲院賺進4,221,866美元，目前全美票房累計48,187,111美元，全球票房累積114,477,249美元，以文藝時代片的水準來看，票房成績相當亮眼。

### 十大影片
《贖罪》一片獲得多家媒體評選為2007年最佳十大影片之一。

| - 冠軍－甘迺迪·杜倫 (Kennedy Turan，《洛杉磯時報》) - 冠軍－羅·盧曼尼克 (Lou Lumenick，《紐約郵報》) - 冠軍－J·R·瓊斯 (J.R. Jones，《芝加哥讀者報》) - 冠軍－傑·史東 (Jay Stone，《蒙特婁公報》) - 冠軍－麥可·卓庫里奇 (Michael Drakulich，《南城星報》) - 冠軍－大衛·艾洛特 (David Elliott，《聖地牙哥聯合論壇報》) - 冠軍－馬汀·葛洛夫 (Martin Grove，《好萊塢報導》) - 冠軍－彼得·德布吉 (Peter DeBruge，《綜藝雜誌》) - 冠軍－史蒂芬·霍特 (Stephen Holt，史蒂芬·霍特秀) - 冠軍－傑奇·庫柏 (Jackie Cooper，41NBC/MGT) - 冠軍－葛雷·艾伍德 (Greg Ellwood，MSN) - 亞軍－美國國家評論協會 (National Board of Review) - 亞軍－彼得·布奈特 (Peter Brunette，《國際銀幕雜誌》) - 亞軍－彼得·崔佛 (Peter Travers，《滾石雜誌》) - 亞軍－勞倫斯·托普曼 (Lawrence Toppman，《夏洛特觀察家報》) - 亞軍－吉恩·崔普列 (Gene Triplett，《奧克拉荷馬人報》) - 亞軍－艾咪·隆多弗 (Amy Longsdorf，《艾倫鎮晨呼報》) - 亞軍－彼得·哈羅柏 (Peter Hartlaub，《舊金山紀事報》) - 亞軍－米克·拉塞爾 (Mick LaSalle，《舊金山紀事報》) - 亞軍－約翰·厄本尼克 (John Urbanich，《克里夫蘭太陽報》) - 亞軍－喬安娜·藍菲德 (Joanna Langfield，電影分鐘) - 亞軍－麥可·瑞奇薛芬 (Michael Rechtshaffen，《好萊塢報導》) - 亞軍－亞當·坎柏納 (Adam Kempenaar，《愛電影·非常電影評論》) - 亞軍－布萊德·布里凡 (Brad Brevet，Rope of Silicon.com) - 季軍－《帝國雜誌》 (Empire Magazine) - 季軍－東南影評人協會 (Southeastern Film Critics) - 季軍－羅傑·摩爾 (Roger Moore，《奧蘭多守望報》) - 季軍－鮑伯·隆基諾 (Bob Longino，《亞特蘭大憲報》) - 季軍－凱文·威廉森 (Kevin Williamson，《渥太華太陽報》) - 季軍－丹·柴爾 (Dann Gire，《芝加哥新聞日報》) - 殿軍－達拉斯華茲堡市影評人協會 (Dallas Fort Worth Film Critics) - 殿軍－奧克拉荷馬影評人協會 (Oklahoma Film Critics) - 殿軍－安·霍乃戴 (Ann Hornaday，《華盛頓郵報》) - 殿軍－喬·摩根史騰 (Joe Morganstern，《華爾街日報》) - 殿軍－理查·科林斯 (Richard Corliss，《時代雜誌》) - 殿軍－羅傑·艾伯特 (Roger Ebert，《芝加哥太陽報》) - 殿軍－坦沙·羅賓森 (Tasha Robinson，《A.V.俱樂部》) - 殿軍－蘇珊·溫馨娜 (Susan Wloszczyna，《今日美國報》) - 殿軍－凱薩琳·莫菲 (Kathleen Murphy，MSN) | - 殿軍－瑪西·德曼斯基 (Marcy Dermansky ，About.com) - 第五名－麗茲·布朗 (Liz Braun，《多倫多太陽報》) - 第五名－史蒂芬·貝克 (Stephen Becker，《達拉斯晨報》) - 第五名－萊西·費堡 (Lexi Feinberg，《大電影大音效》) - 第五名－安·湯普森 (Anne Thompson，《綜藝雜誌》) - 第五名－朵娜·保瑪 (Donna Bowma，《納什維爾風景》) - 第五名－瑞·班奈特 (Ray Bennett，《好萊塢報導》) - 第五名－大偉·麥考伊 (Dave McCoy，MSN) - 第五名－尚恩·艾德華茲 (Shawn Edwards，福斯電視網) - 第六名－喬治·藍 (George Lang，《奧克拉荷馬人報》) - 第七名－巴爾的摩市報 (Baltimore City Paper) - 第七名－奧斯汀紀事報 (The Austin Chronicle) - 第七名－納森·雷賓 (Nathan Rabin，《A.V.俱樂部》) - 第七名－鮑伯·史卓斯 (Bob Strauss，《洛杉磯日報》) - 第八名－奧斯汀影評人協會 (Austin Film Critics) - 第八名－詹姆斯·伯洛戴利 (James Berardinelli，ReelViews) - 第八名－基斯·菲普斯 (Keith Phipps，《A.V.俱樂部》) - 第八名－史蒂芬·霍登 (Stephen Holden，《紐約時報》) - 第八名－瑪莉·波 (Mary Pols，《聖荷西信使報》) - 第八名－理查·詹姆森 (Richard Jameson，《安皇后新聞》) - 第九名－馬裘里·博剛騰 (Marjorie Baumgarten，《奧斯汀記事報》) - 第九名－彼得·哈洛柏 (Peter Hartlaub，《舊金山記事報》) - 第九名－喬·拉希托 (Joe Lozito，《大電影大音效》) - 第九名－布萊恩·塔勒里戈 (Brian Tallerico，The Deadbolt.com) - 第十名－麥可·史洛哥 (Michael Sragow，《巴爾的摩太陽報》) - 第十名－諾爾·莫瑞 (Noel Murray，《A.V.俱樂部》) - 第十名－羅傑·杜林 (Roger Durling，《聖塔芭芭拉獨立報》) - 第十名－杰曼·陸希爾 (Germain Lussier，《時代先驅紀錄報》) - 第十名－羅傑·弗萊曼 (Roger Friedman，《福斯新聞》) - 前十名 (未排名)－紐約線上影評人協會 (New York Film Critics Online) - 前十名 (未排名)－馬特蘭·麥當那 (Maitland McDonah，TVGuide.com) - 前十名 (未排名)－蘇珊·葛蘭傑 (Susan Granger，SSG聯合會) - 前十名 (未排名)－泰爾瑪·亞當斯 (Thelma Adams，《美國週報》) - 前十名 (未排名)－安德斯·萊特 (Anders Wright，《聖地牙哥市節拍報》) - 前十名 (未排名)－柯林·科弗特 (Colin Covert，《聖保羅明星論壇報》) |

## 外部連結
- 官方網站 （页面存档备份，存于）
- 互联网电影数据库（IMDb）上《贖罪》的资料（英文）
- 爛番茄上《贖罪》的資料（英文）
- 豆瓣电影上《贖罪》的資料 （简体中文）
- Metacritic上《贖罪》的資料（英文）
- Box Office Mojo上《贖罪》的資料（英文）
- AllMovie上《贖罪》的资料（英文）